# Jan Furtok
Jan Zbigniew Furtok (ur. 9 marca 1962 w Katowicach, zm. 26 listopada 2024 tamże) – polski piłkarz, występujący na pozycji napastnika. Uznawany za jednego z najwybitniejszych zawodników w historii GKS Katowice oraz za legendę tego klubu, w którym spędził wiele lat swojej kariery, osiągając liczne sukcesy.

## Kariera klubowa
W polskiej lidze występował w barwach GKS-u Katowice w latach 1980–1988 oraz 1995–1997. W 1986 roku zdobył z tym klubem Puchar Polski, a dwa lata później wywalczył wicemistrzostwo Polski, zostając wówczas indywidualnie wicekrólem strzelców. W trakcie swojej kariery w GKS strzelił łącznie 122 gole, co do dziś pozostaje najlepszym wynikiem w historii klubu. Numer 9, z którym grał na koszulce, został zastrzeżony i przypisany na zawsze Furtokowi.
Grał także w niemieckich klubach – Hamburger SV, gdzie w 1991 roku zdobył tytuł wicekróla strzelców Bundesligi, oraz Eintrachcie Frankfurt, gdzie strzelił 60 goli w 188 meczach.
Do 2009 roku związany był z GKS Katowice jako prezes klubu. 5 stycznia 2010 roku objął funkcję dyrektora sportowego reprezentacji Polski.
W 2017 roku otrzymał specjalną nagrodę „Złoty Buk” w plebiscycie kibiców GKS Katowice, organizowanym pod nazwą „Złote Buki”.
W 2019 roku został jednym z setki piłkarzy nominowanych przez PZPN do „Reprezentacji 100-lecia” – plebiscytu zorganizowanego z okazji obchodów stulecia Polskiego Związku Piłki Nożnej, w ramach którego kibice wybierali najlepszą "jedenastkę" w całej historii reprezentacji Polski.

## Reprezentacja Polski

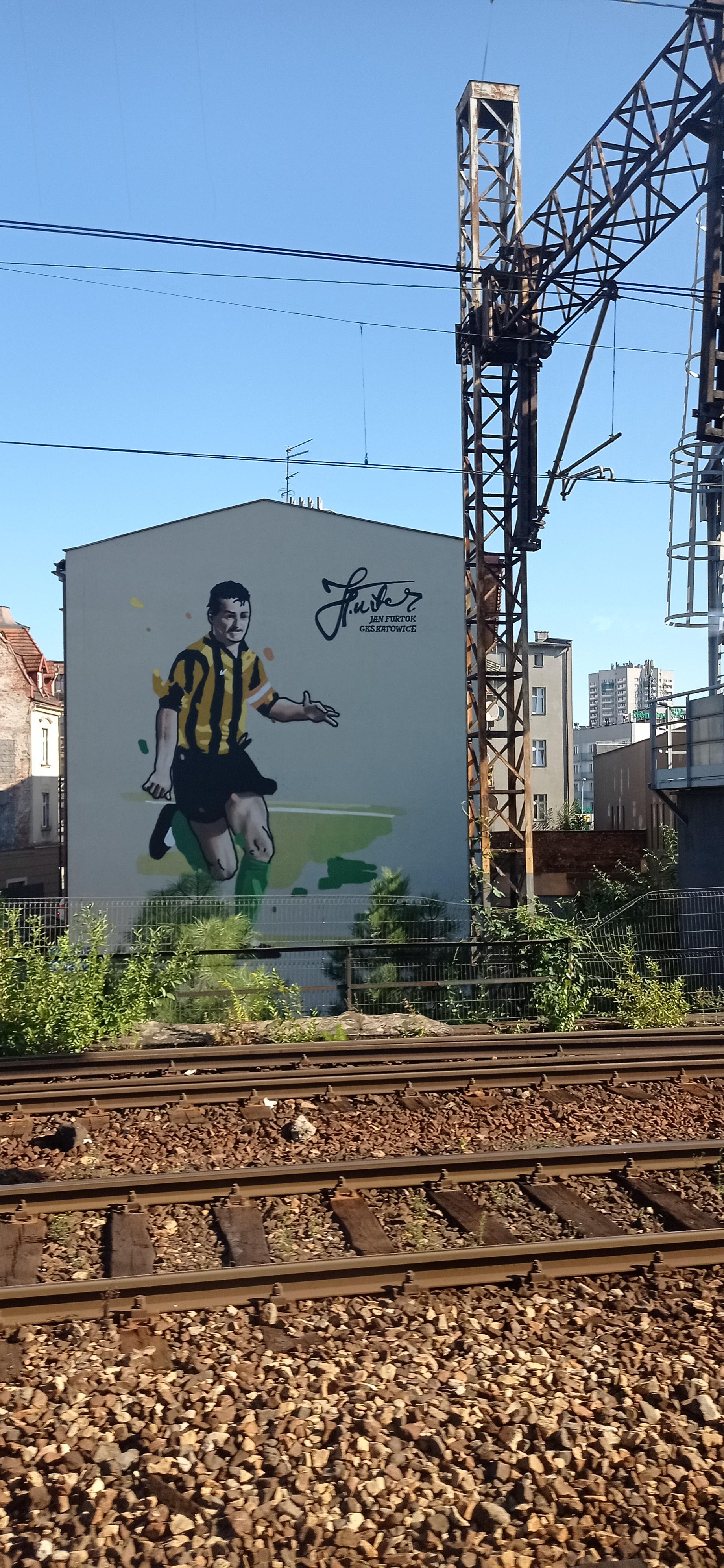
Mural Jana Furtoka na katowickim śródmieściu, odsłonięty w lipcu 2021 roku.

W latach 1984–1993 wystąpił w 36 meczach reprezentacji Polski, zdobywając 10 bramek. Był uczestnikiem mistrzostw świata w Meksyku w 1986 roku.

W historii reprezentacji Polski zapisał się m.in. dzięki kontrowersyjnej bramce zdobytej ręką w 1993 roku w meczu z reprezentacją San Marino. Był to jedyny gol w tym meczu.
| Występy w reprezentacji Polski | Występy w reprezentacji Polski | Występy w reprezentacji Polski | Występy w reprezentacji Polski | Występy w reprezentacji Polski | Występy w reprezentacji Polski | Występy w reprezentacji Polski | Występy w reprezentacji Polski |
| l.p.                           | Data                           | Miejsce                        | Przeciwnik                     | Rezultat                       | Rozgrywki                      | Grał                           | Uwagi                          |
| ------------------------------ | ------------------------------ | ------------------------------ | ------------------------------ | ------------------------------ | ------------------------------ | ------------------------------ | ------------------------------ |
| 1.                             | 23 maja 1984                   | Dublin                         | Irlandia                       | 0−0                            | towarzyski                     | do 67'                         |                                |
| 2.                             | 4 września 1985                | Brno                           | Czechosłowacja                 | 1−3                            | towarzyski                     | od 46'                         |                                |
| 3.                             | 8 grudnia 1985                 | Tunis                          | Tunezja                        | 0−1                            | towarzyski                     | od 46'                         |                                |
| 4.                             | 11 grudnia 1985                | Adana                          | Turcja                         | 1−1                            | towarzyski                     | do 45'                         | Gol                            |
| 5.                             | 16 czerwca 1986                | Guadalajara                    | Brazylia                       | 0−4                            | MŚ 1986                        | od 60'                         |                                |
| 6.                             | 7 października 1986            | Bydgoszcz                      | Korea Północna                 | 2−2                            | towarzyski                     | od 46'                         |                                |
| 7.                             | 12 listopada 1986              | Warszawa                       | Irlandia                       | 1−0                            | towarzyski                     | do 45'                         |                                |
| 8.                             | 18 marca 1987                  | Rybnik                         | Finlandia                      | 3−1                            | towarzyski                     | 90'                            | Gol                            |
| 9.                             | 24 marca 1987                  | Wrocław                        | Norwegia                       | 4−1                            | towarzyski                     | 90'                            | Gol                            |
| 10.                            | 12 kwietnia 1987               | Gdańsk                         | Cypr                           | 0−0                            | kwal. Euro 1988                | do 45'                         |                                |
| 11.                            | 29 kwietnia 1987               | Ateny                          | Grecja                         | 0−1                            | kwal. Euro 1988                | do 66'                         |                                |
| 12.                            | 1 czerwca 1988                 | Moskwa                         | ZSRR                           | 1−2                            | towarzyski                     | do 64'                         |                                |
| 13.                            | 13 lipca 1988                  | New Britain                    | Stany Zjednoczone              | 2−0                            | towarzyski                     | do 68'                         |                                |
| 14.                            | 15 lipca 1988                  | Toronto                        | Kanada                         | 2−1                            | towarzyski                     | 90'                            |                                |
| 15.                            | 24 sierpnia 1988               | Białystok                      | Bułgaria                       | 3−2                            | towarzyski                     | 90'                            | Gol                            |
| 16.                            | 21 września 1988               | Chociebuż                      | NRD                            | 2−1                            | towarzyski                     | 90'                            | Gol · Gol                      |
| 17.                            | 19 października 1988           | Chorzów                        | Albania                        | 1−0                            | kwal. MŚ 1990                  | do 71'                         |                                |
| 18.                            | 12 kwietnia 1989               | Warszawa                       | Rumunia                        | 2−1                            | towarzyski                     | 90'                            |                                |
| 19.                            | 2 maja 1989                    | Oslo                           | Norwegia                       | 3−0                            | towarzyski                     | 90'                            | Gol · Gol                      |
| 20.                            | 7 maja 1989                    | Solna                          | Szwecja                        | 1−2                            | kwal. MŚ 1990                  | 90'                            |                                |
| 21.                            | 3 czerwca 1989                 | Londyn                         | Anglia                         | 0−3                            | kwal. MŚ 1990                  | 90'                            |                                |
| 22.                            | 11 października 1989           | Chorzów                        | Anglia                         | 0−0                            | kwal. MŚ 1990                  | od 58'                         |                                |
| 23.                            | 15 sierpnia 1990               | Paryż                          | Francja                        | 0−0                            | towarzyski                     | 90'                            |                                |
| 24.                            | 26 września 1990               | Bukareszt                      | Rumunia                        | 1−2                            | towarzyski                     | do 83'                         |                                |
| 25.                            | 17 października 1990           | Londyn                         | Anglia                         | 0−2                            | kwal. Euro 1992                | do 75'                         |                                |
| 26.                            | 27 marca 1991                  | Ołomuniec                      | Czechosłowacja                 | 0−4                            | towarzyski                     | 90'                            |                                |
| 27.                            | 1 maja 1991                    | Dublin                         | Irlandia                       | 0−0                            | kwal. Euro 1992                | do 88'                         |                                |
| 28.                            | 29 maja 1991                   | Radom                          | Walia                          | 0−0                            | towarzyski                     | 90'                            |                                |
| 29.                            | 11 września 1991               | Eindhoven                      | Holandia                       | 1−1                            | towarzyski                     | do 71'                         |                                |
| 30.                            | 16 października 1991           | Poznań                         | Irlandia                       | 3−3                            | kwal. Euro 1992                | 90'                            | Gol · Żółta kartka             |
| 31.                            | 13 listopada 1991              | Poznań                         | Anglia                         | 1−1                            | kwal. Euro 1992                | 90'                            |                                |
| 32.                            | 31 marca 1993                  | Brzeszcze                      | Litwa                          | 1−1                            | towarzyski                     | 90'                            |                                |
| 33.                            | 28 kwietnia 1993               | Łódź                           | San Marino                     | 1−0                            | kwal. MŚ 1994                  | 90'                            | Gol                            |
| 34.                            | 19 maja 1993                   | Serravalle                     | San Marino                     | 3−0                            | kwal. MŚ 1994                  | do 81'                         |                                |
| 35.                            | 29 maja 1993                   | Chorzów                        | Anglia                         | 1−1                            | kwal. MŚ 1994                  | 90'                            |                                |
| 36.                            | 8 września 1993                | Londyn                         | Anglia                         | 0−3                            | kwal. MŚ 1994                  | do 45'                         |                                |

## Życie prywatne
W 2015 roku u Jana Furtoka zdiagnozowano chorobę Alzheimera. Po długiej walce z chorobą zmarł 26 listopada 2024 roku.
W 2024 Prezydent RP Andrzej Duda odznaczył go pośmiertnie Krzyżem Oficerskim Orderu Odrodzenia Polski. Został pochowany 29 listopada 2024 roku na cmentarzu przy parafii Trójcy Przenajświętszej w Katowicach. W uroczystości pogrzebowej uczestniczyli m.in. Jan Urban, Jerzy Brzęczek, Kazimierz Węgrzyn, Marek Koniarek, Lukas Podolski oraz delegacje GKS-u Katowice i Górnika Zabrze, a także wojewoda śląski, minister sportu i turystyki oraz prezydent Katowic.

## Upamiętnienie
29 listopada 2024 roku Polski Związek Piłki Nożnej ogłosił, że wszystkie mecze I, II oraz III ligi rozgrywane w dniach 29 listopada – 2 grudnia zostaną poprzedzone minutą ciszy ku pamięci Jana Furtoka. Odpowiedni komunikat wydała również Ekstraklasa.